# Zeche Hobeisen
Die Zeche Hobeisen in Essen-Holsterhausen ist ein ehemaliges Steinkohlenbergwerk. Die Zeche war auch unter den Namen Zeche Hohenbeysen und Zeche Hobeysen bekannt. Im fürstäbtissinischen Archiv wurde die Zeche mit dem Namen Zeche Hohe Beisen geführt. Der Name des Bergwerks wurde aus der alten Flurbezeichnung „Hohe Beisen“ abgeleitet.

## Geschichte

### Alter Hobeisener Stollen
Die Zeche Alter Hobeisener Stollen war bereits im 17. Jahrhundert in Betrieb. Über dieses Stollenbergwerk wird nur sehr wenig berichtet. Der Stollen war anschließend nur wenige Jahre in Betrieb. Bereits vor dem Jahr 1670 wurde die Zeche Alter Hobeisener Stollen wieder stillgelegt. Im 18. Jahrhundert erfolgte die Wiederinbetriebnahme unter dem Namen Zeche Hobeisen.

### Erneuter Zechenbetrieb
Nachdem die Zeche über 50 Jahre nicht in Betrieb war, sollte sie im Jahre 1718 wieder in Betrieb gehen. Kurz nach der Inbetriebnahme wurde die Zeche aber wieder stillgelegt. Im Jahr 1732 wurden die Bergwerkseigentümer durch die Fürstäbtissin ermahnt, das Grubenfeld bergmännisch zu bearbeiten. Auch nach dieser Mahnung wurde kein regelmäßiger Betrieb durchgeführt. Im Jahr 1838 wurde durch Herrn Kaldenhoff eine erneute Mutung eingelegt, trotzdem war der Betrieb auch hiernach nicht durchgehend. Im Jahr 1848 wurde durch Herrn Drees eine erfolglose Mutung eingelegt. Zwei Jahre später legte Herr Funke ebenfalls eine Mutung ein, die auch erfolglos blieb. Im Jahr 1750 wurde eine Gesellschaft zur Ausbeutung der „Kohlbank Hobeysen in der Steinfurth südlich Schwanenkamp“ gebildet, dieses wurde im Jahr 1752 urkundlich besiegelt. Im Jahr 1759 wurde eine erneute Mutung eingelegt, da die Lagerstätte seit 1738 stilllag. Teilweise war die Lagerstätte durch Bauern im oberflächennahen Bergbau ausgebeutet worden.
Im Jahr 1763 wurde die neue Hobeisener Akeldruft angelegt. Die Akeldruft diente der Ableitung des anfallenden Grubenwassers. Trotz einer erneuten Belehnung im Jahr 1765 fand wiederum kaum Abbau statt. Da die Lagerstätte bereits in früheren Jahren im Unterwerksbau ausgebeutet worden war, erschien ein weiterer Stollenbau aussichtslos. Aus diesem Grund wurden im Jahr 1834 die Vorbereitungen für den Übergang zum Tiefbau getroffen. Es wurde begonnen, zwei tonnlägige Schächte abzuteufen, dies waren der Förderschacht Adolf und ein Wetterschacht. Die Schächte befanden sich im Bereich der Hobeisenstraße Ecke Keplerstraße. Die auf dem Bergwerk geförderten Kohlen wurden mittels einer Pferdebahn nach Mülheim und dort an die Ruhr gefördert. Im Jahr 1835 wurde eine kombinierte Dampfmaschine für die Förderung und die Wasserhaltung aufgestellt. Im Jahr 1836 wurde der Stollen außer Betrieb genommen. Im selben Jahr konsolidierte die Zeche Hobeisen mit anderen Berechtsamen zur Zeche Vereinigte Hobeisen.

### Vereinigte Hobeisen
Die Zeche Vereinigte Hobeisen in Essen-Holsterhausen ist im Jahr 1836 durch eine Konsolidation mehrerer Berechtsame entstanden. Zweck der Konsolidation war der Übergang zum Tiefbau. Nach der Konsolidation wurde der Schacht Adolf bis zu einer flachen Teufe von 60 Lachtern weiter geteuft. Es wurde eine Wasserhaltungsdampfmaschine aufgestellt, die eine Förderhöhe von 84 Metern hatte. Außerdem wurde im selben Jahr von der Zeche Vereinigte Sellerbeck eine kleine Dampffördermaschine käuflich erworben. Im Jahr 1837 wurde eine Pferdebahn bis zur Chaussee in Essen erstellt, die Bahn hatte eine Länge von 1130 Lachtern. Im selben Jahr wurde mit dem Tiefbau begonnen. Da die Gewerkschaft finanzschwach war, kam es im Jahr 1838 zu betrieblichen Schwierigkeiten. Damit nicht noch weitere Verluste für die Gewerken entstehen konnten, empfahl das Bergamt Werden eine Betriebseinstellung. Der Schacht Adolf wurde bis zu einer Teufe von 135 Metern tiefer geteuft. Im Jahr 1840 wurde in dieser Teufe eine Sohle angesetzt. Allerdings kam es zu starken Wasserzuflüssen, welche den Abbau behinderten. Im Jahr 1841 wurde bei einer Teufe von 177 Metern eine weitere Sohle angesetzt. Aufgrund hoher Wasserzuflüsse soff die Zeche Vereinigte Hobeisen ab und wurde stillgelegt. Im August des darauffolgenden Jahres wurde das gesamte Inventar verkauft. Im Jahr 1898 wurde das Grubenfeld der Zeche Hagenbeck zugeschlagen.

## Förderung und Belegschaft
Aus dem Jahr 1834 stammen die ersten Belegschaftszahlen des Bergwerks, es waren sieben Bergleute auf dem Bergwerk angelegt. Im darauffolgenden Jahr waren 20 Bergleute auf dem Bergwerk angelegt. Die ersten bekannten Förderzahlen stammen aus dem Jahr 1836, es wurde eine Förderung von 7426 preußische Tonnen Steinkohle erbracht. Im Jahr 1838 stieg die Förderung an auf 21.164 preußische Tonnen Steinkohle. Im Jahr 1840 wurden 84.405½ Scheffel Steinkohle gefördert. Die letzten bekannten Förderzahlen des Bergwerks stammen aus dem Jahr 1841, es wurden 45.159¾ preußische Tonnen Steinkohle abgebaut.